# La decadenza
La decadenza è il primo singolo di Ivano Fossati estratto dall'ultimo album Decadancing, entrato nelle stazioni radiofoniche il 2 settembre 2011.
Il singolo è uscito come anticipazione dell'album ed è stato registrato tra Francia e Inghilterra insieme a tutti gli altri pezzi dell'album.
Il brano si propone di affrontare il tema della "fuga dei cervelli", dei giovani italiani, verso l'estero in cerca di opportunità migliori. Dal ritmo piuttosto semplice, si mostra quasi come un invito per le nuove generazioni a guardare l'Europa come una possibilità. Lo stesso autore ha dichiarato, all'uscita del singolo: “In questo clima da tardo impero se la lingua che parliamo è in decadenza, se politica e morale sono già decadute, il lavoro manca e la cultura – la musica in particolare – ricopia se stessa fino allo sfinimento, i ragazzi guardano oltre le frontiere con speranza, e io non farei niente per trattenerli”.
L'ultima raccolta di brani inediti di Ivano Fossati risaliva a Musica moderna. Mentre la sua ultima apparizione in tv era del 2010 a “Vieni via con me”, in cui interpretò uno dei brani storici del suo repertorio, “Mio fratello che guardi il mondo”.